# Composto nitrogenado
Um composto nitrogenado ou composto azotado é a matéria orgânica em cuja composição entra azoto (ou nitrogênio), incluindo os aminoácidos. Pode ser definido como qualquer entidade "hetero-orgânica", um composto químico orgânico que contenha átomos na cadeia diferentes do carbono com ao menos uma ligação carbono-nitrogênio.
Exemplos de compostos nitrogenados:
- Nitrocompostos; R-NO2
- Aminas; R1-NH2, R1-NH-R2 e R1-(N-R2)-R3
- Compostos diazo; R2C=N2